# Dom mansjonarski w Lublinie
Dom mansjonarski, mansjonaria lub dom wikariuszy – XV-wieczny zabytek w zespole dawnego kościoła farnego pw. św. Michała na Starym Mieście w Lublinie, przy ul. Archidiakońskiej 9. W późniejszych czasach budynek był wielokrotnie przebudowywany, przed II wojną światową służył m.in. jako kamienica czynszowa. Obecnie cały jest samodzielnym mieszkaniem.

## Historia budynku
Pierwotnie była to XV-wieczna baszta w murach miejskich, z furtą prowadzącą z lubelskiego zamku do fary na Starym Mieście. Po powołaniu w XVI wieku grupy mansjonarzy, czyli duchownych, których zadaniem było stałe rezydowanie przy katedrach, kolegiatach i znaczniejszych parafiach, przebudowano basztę na kamienicę mieszkalną.
Fronton mansjonarii ozdobiony jest trójkątnym tympanonem z płaskorzeźbą Chrystusa Salvadora. Pojawił się on nad drzwiami wejściowymi w chwili, gdy rozbierano farę i według „Przewodnika po Lublinie” autorstwa Bernarda Nowaka element ten pochodzi z rozebranych murów kościoła św. Michała. W połowie XIX wieku stan budynku był tak zły, że Antonio Corazzi musiał ratować tympanon, przenosząc go na Wieżę Trynitarską, gdzie do dziś znajduje się oryginał. Na domu mansjonarskim w latach 50. XX wieku pojawił się odlew tympanonu.
W roku 1928 kamienicę nabył Majer Rat, a po nim dziedziczyli ją jego synowie: Izrael i Icek oraz córki Szajndla Rozenblat i Serka Krasnosielska. II wojnę światową przeżyła jedynie Chana Rat, córka Icka Rata. Polska Rzeczpospolita Ludowa nie zabrała jej prawa własności i kamienica została sprzedana za 1400 tys. złotych Annie Sokołowskiej i Eugenii Godlewskiej. Na przełomie lat 80. i 90. XX wieku dom odkupili od nich Marek Cegielski i Jerzy Kostka. W połowie lat 90. od Cegielskiego i Kostki dom odkupił, a następnie wyremontował Janusz Palikot.
Pod koniec 2008 roku na placu przed budynkiem, obok odrestaurowanych fundamentów kościoła św. Michała, ustawiono, wykonaną z brązu w skali 1:40, makietę dawnej lubelskiej fary.

## Galeria

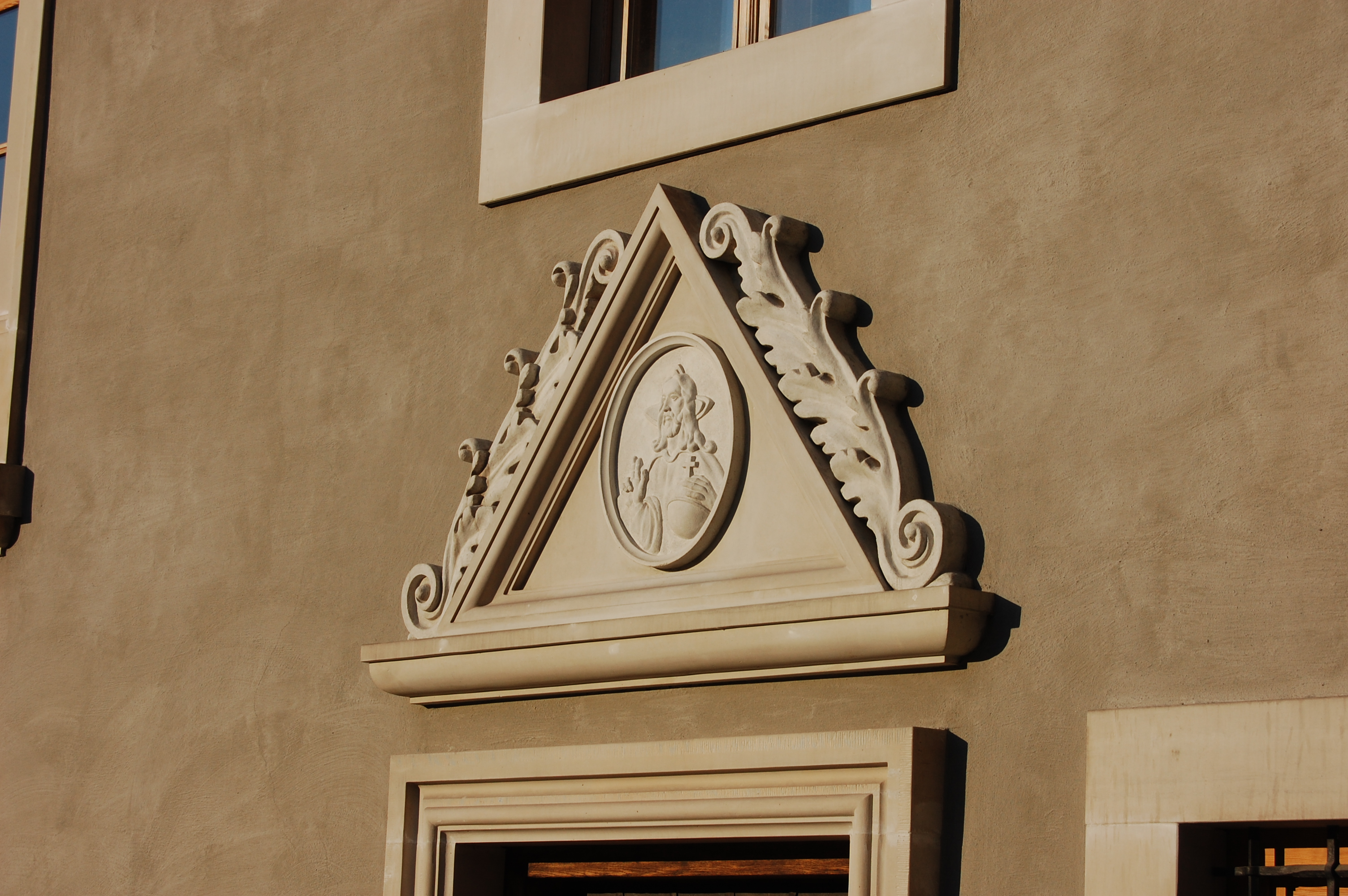
Christus Salvator w tympanonie lubelskiej mansjonarii
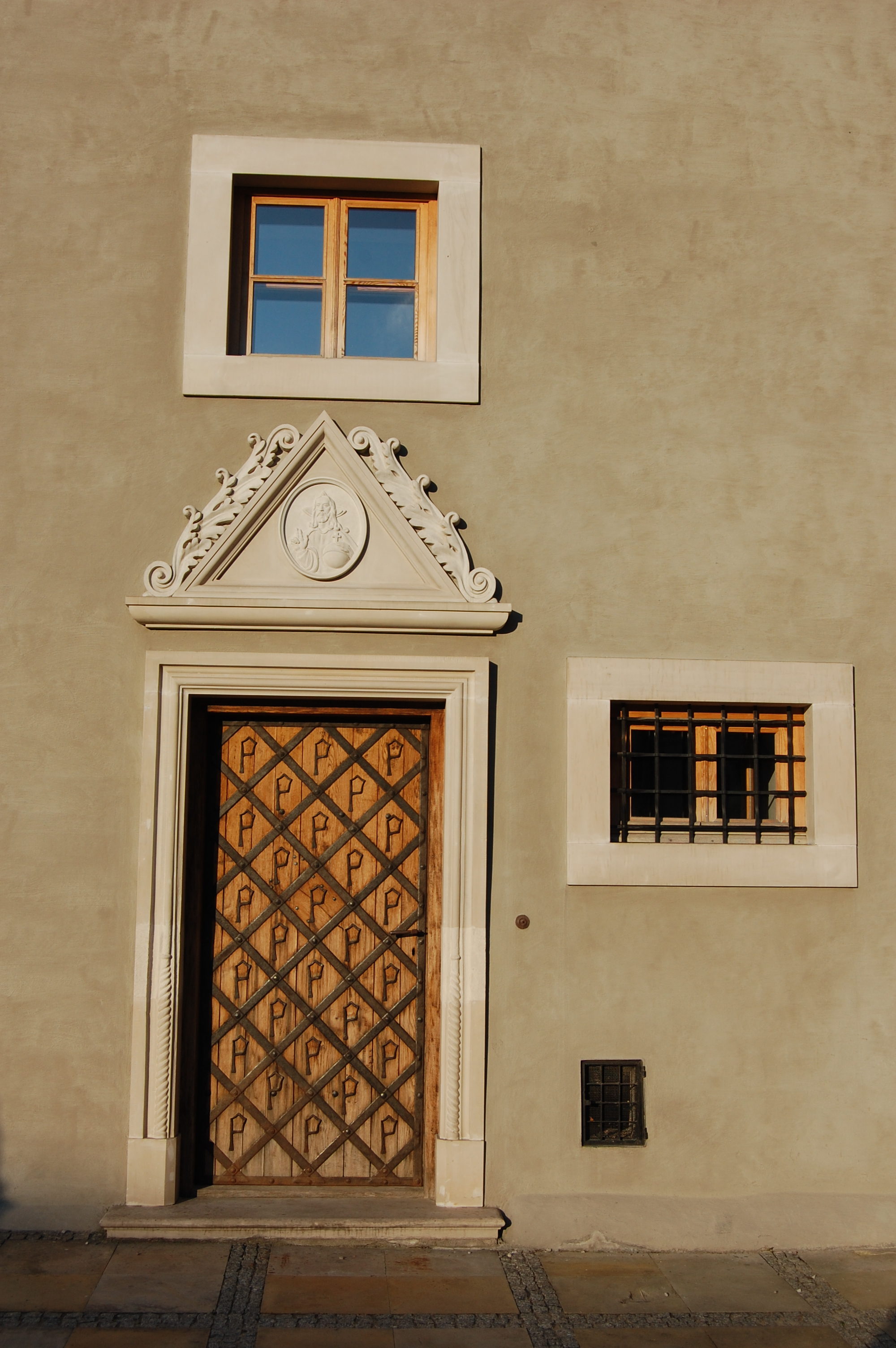
Drzwi wejściowe do mansjonarii
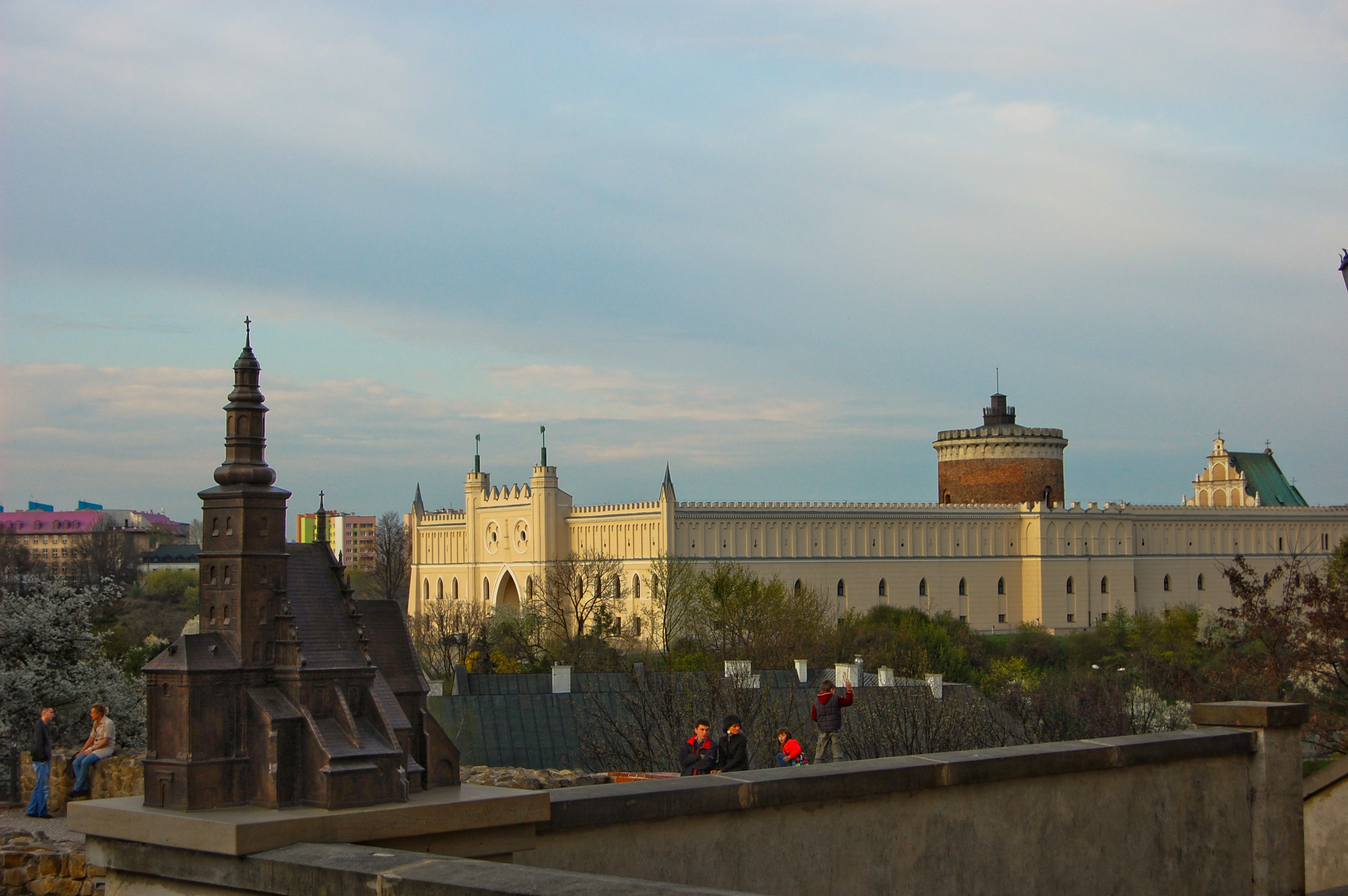
Makieta kościoła farnego św. Michała pod domem mansjonarskim, w tle widoczny zamek lubelski